# Tack, Jeeves!
Tack, Jeeves! är en roman av P.G. Wodehouse, utgiven i England och USA 1934 med titeln Thank You, Jeeves. Den gick först som följetong i The Cosmopolitan samma år. Romanen översattes till svenska av Vilgot Hammarling och utgavs på Albert Bonniers förlag 1936. Efter en lång rad noveller om Jeeves och Wooster var boken Wodehouses första roman om paret. Filmrättigheterna till boken köptes av 20th Century Fox 1935, men den resulterande filmen Thank You, Jeeves! från 1936 hade inga likheter med romanen, förutom de två huvudfigurerna och titeln.

## Handling
Bertie försöker lära sig traktera en banjolele till omgivningens stora förtvivlan. Sedan grannarna ställt honom inför ett ultimatum – sluta spela eller flytta ut – väljer Bertie att flytta till en stuga i den lilla byn Chuffnell Regis, med den omedelbara följden att Jeeves begär avsked. Berties gamle vän "Chuffy" Chuffnell, byns landägare, är mitt uppe i en vansklig affär med amerikanen J. Washburn Stoker, vars dotter Pauline Bertie helt kort varit förlovad med. För närvarande är dock hon och Chuffy hejdlöst förälskade i varandra och Bertie försöker assistera de unga tu, något som leder till en rad förvecklingar. Lyckligtvis är Jeeves på plats eftersom Chuffy snabbt sett till att överta honom från Bertie. Situationen urartar ytterligare när Stoker är orubblig i sin tro att hans dotter och Bertie varit indiskreta, och han försöker avkräva den arme ungkarlen ett löfte om att gifta sig med henne genom att låsa in honom på sin yacht. Bertie lyckas fly genom att sminka sig med skokräm i ett tidstypiskt "blackface", och smita iland när kvällsunderhållningens "minstrel show" är över. Mot berättelsens slut samlas flera av de inblandade på Chuffnell Hall och situationen är mer förvirrad än någonsin men med sin intelligens lyckas Jeeves lösa de många problemen. Berättelsen slutar så med att Jeeves återinträder i tjänst hos den tacksamme Bertie som nu till omgivningens lättnad givit upp tanken på musicerandet.

## Persongalleri
- Bertie Wooster – Aristokratisk ung man som spelar banjolele, trots omgivningens bristande uppskattning.
- Jeeves – Woosters trogne betjänt som motvilligt säger upp sig när Bertie vill bosätta sig på landsbygden.
- Marmaduke "Chuffy", lord Chuffnell – 5:e baron Chuffnell. Gammal vän till Bertie.
- J. Washburn Stoker – Amerikansk miljonär som ämnar köpa Chuffnell Hall.
- Pauline Stoker – Stokers intagande dotter. Förälskad i Chuffy.
- Dwight Stoker – Stokers son. Har ett ont öga till Seabury.
- faster Myrtle, lady Chuffnell – Chuffys inte fullt så åldriga faster. Änka efter 4:e baronen Chuffnell.
- sir Roderick Glossop – psykiatriker och god vän till Stoker. Förälskad i änkenåden lady Chuffnell.
- Seabury – änkenåden lady Chuffnells 12-årige son. Älskar djur samt att plåga sin omgivning.
- Brinkley – Berties nye betjänt. Får mordiska tendenser när han har druckit.
- Voules – överkonstapel i Chuffnell Regis.
- Dobson – konstapel i Chuffnell Regis. Överkonstapel Voules systerson.